# Stereocyclops histrio
Espèce
Synonymes
- Hyophryne histrio Carvalho, 1954

Statut de conservation UICN

 DD  : Données insuffisantes
Stereocyclops histrio est une espèce d'amphibiens de la famille des Microhylidae.

## Répartition
Cette espèce est endémique de État de Bahia au Brésil,. Son aire de répartition ne concerne qu'une fine bande côtière (inférieure à 500 km2) dans les environs d'Ilhéus.

## Étymologie
Le nom spécifique histrio vient du latin histrio, le clown, en référence au morphe bicolore de cette espèce.

## Publication originale
- Carvalho, 1954 : A preliminary synopsis of the genera of American microhylid frogs. Occasional papers of the Museum of Zoology, University of Michigan, vol. 555, p. 1-19 (texte intégral).